# Vanessa Baden Kelly
Vanessa Baden Kelly (* 8. September 1985 als Vanessa Jennifer Baden) ist eine amerikanische Schauspielerin und Drehbuchautorin. Sie war als Kinderdarstellerin in Serien des Senders Nickelodeon tätig und erlangte internationale Bekanntheit in der Sitcom Kenan & Kel. Als Erwachsene wurde sie für ihre Rolle in der Webserie Giants mit einem Daytime Emmy Award ausgezeichnet.

## Karriere
Vanessa Baden begann im Alter von vier Jahren Schauspiel- und Modelunterricht zu nehmen und bekam erste Aufträge als Fotomodel für Werbungen. In den Jahren 1994 und 1995 spielte sie in zwei Episoden der Nickelodeon-Serie My Brother and Me mit. Ebenfalls 1994 wurde sie für eine Hauptrolle in der Fernsehserie Gullah Gullah Island gecastet, von der bis 1998 vier Staffeln ausgestrahlt wurden. Von 1996 bis 2000 war sie Teil des Ensembles der Sitcom Kenan & Kel, wo sie als Kyra Rockmore die Rolle von Kenans kleiner Schwester spielte. Daneben hatte sie 1997 eine kleine Rolle in John Singletons Drama Rosewood Burning.
Nach ihrer Nickelodeon-Karriere hatte Vanessa Baden eine lange Abszenz von der Schauspielerei, in der sie unter anderem an der Florida State University studierte und den Musiker RJ Kelly heiratete, mit dem sie einen Sohn hat.
Ab 2017 war Vanessa Baden Kelly als Journee in der Webserie Giants zu sehen, für die sie auch als Autorin und Produzentin tätig ist. In dieser Rolle gewann sie 2019 einen Daytime-Emmy in der Kategorie Outstanding Lead Actress in a Digital Daytime Drama Series.

## Filmografie (Auswahl)
- 1994–1995: My Brother and Me (Fernsehserie)
- 1994–1998: Gullah Gullah Island (Fernsehserie)
- 1997: Rosewood Burning (Spielfilm)
- 1996–2000: Kenan & Kel (Fernsehserie)
- 2011–2012: Fail (Fernsehserie)
- 2013: Chris & Todd (Fernsehfilm)
- 2014: Secrets of the Magic City (Fernsehfilm)
- 2017–2018: Giants (Webserie)